# Correo del Orinoco (Bolívar)

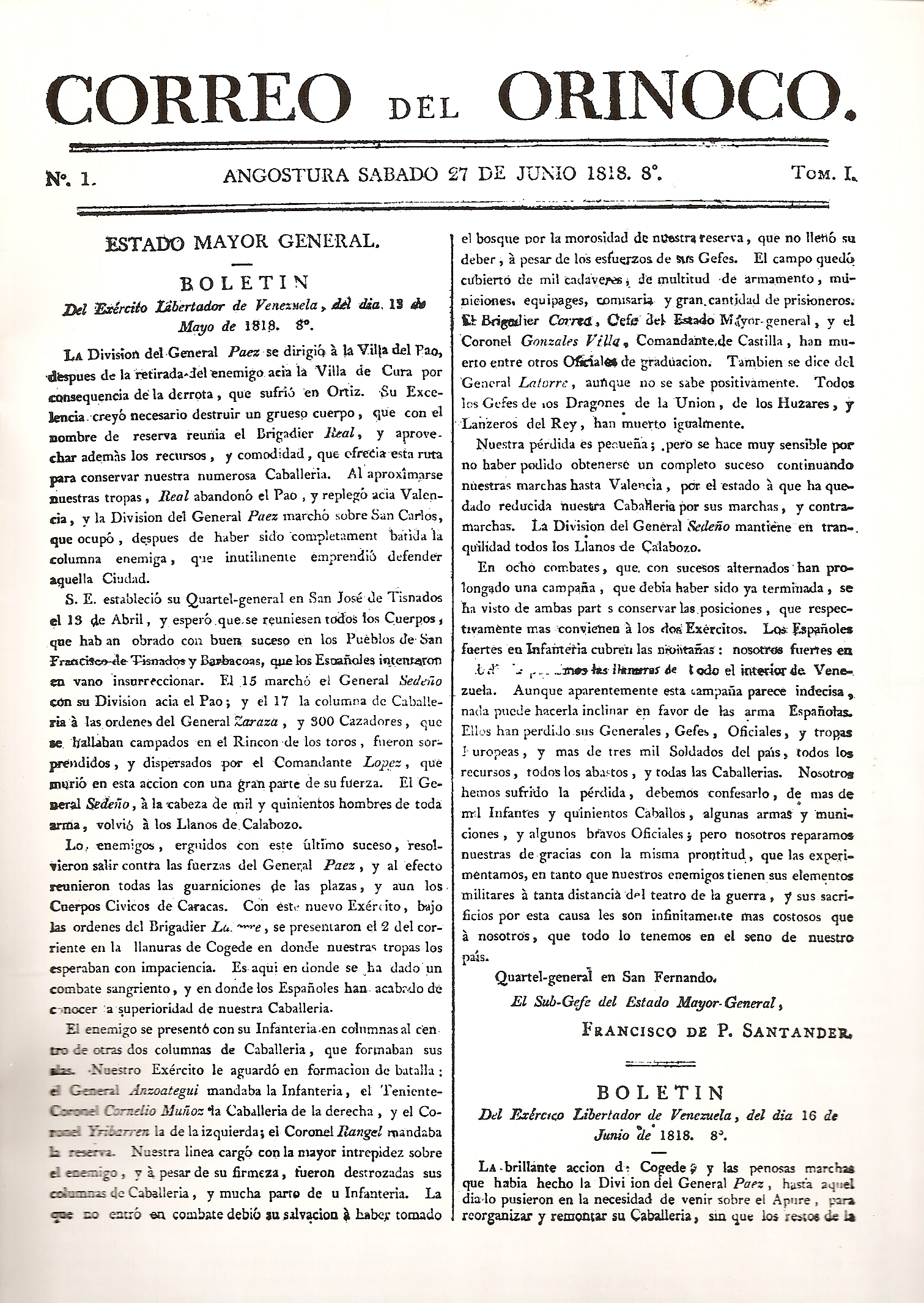

Correo del Orinoco (Orinoco-Post) ist eine vom Simón Bolívar gegründete und zwischen 1818 und 1822 erschienene Wochenzeitung in Venezuela. Sie wurde 1818 in der am Orinoco gelegenen Stadt Angostura, der heutigen Ciudad Bolívar gegründet.